# アンドレス・フェルナンデス・モレノ
アンドレス・エドゥアルド・フェルナンデス・モレノ（Andrés Eduardo Fernández Moreno, 1986年12月17日 - ）は、スペイン・ムルシア出身のサッカー選手。ポジションはGK。レバンテUD所属。

## 経歴
RCDマヨルカのカンテラ出身だがトップに昇格できず、2007年にCAオサスナへ移籍。
10月27日のUDアルメリア戦で、正GKのリカルド・ロペスが出場停止で代わりに出場したフアン・エリアが50分にレッドカードで退場処分を受けたため、トップチームデビューした。ただし、リカルドから定位置を奪うには至らず2010年にSDウエスカへレンタル移籍。ここでは定位置を確保し、31試合に出た。
復帰後の2011年8月27日のアトレティコ・マドリードとの開幕戦ではリカルドではなくアシエル・リエスゴがスタメン出場したが、前半に負傷退場したため交代出場するとその後は試合終了まで無失点で凌ぎ敵地で0-0のスコアレスドローに持ち込み勝ち点1を得た。それ以降はシーズン終了までレギュラーを守り抜いて全38試合に出場。6季ぶりの1桁順位（7位）に貢献した。
2014年7月30日、プリメイラ・リーガのFCポルトに3000万ユーロで移籍し4年契約を結んだ。しかし長年ポルトの正GKを務めるエウトンからポジションを奪うことができず1試合の出場に留まり、2015年7月17日にグラナダCFへ、2016年7月25日にはビジャレアルCFへレンタル移籍。
2020年8月28日、SDウエスカに移籍した。
2023年8月18日、レバンテUDに移籍した。

## 所属クラブ
- RCDマヨルカB 2005-2007
- CAオサスナB 2007-2010
- CAオサスナ 2007-2014

→ SDウエスカ 2007-2014 (loan)
- FCポルト 2014-2017

→ グラナダCF 2015-2016 (loan)
→ ビジャレアルCF 2016-2017 (loan)
- ビジャレアルCF 2017-2020
- SDウエスカ 2020-2023
- レバンテUD 2023-